# Chyliza dichaeta
Chyliza dichaeta är en tvåvingeart som beskrevs av Shatalkin 1989. Chyliza dichaeta ingår i släktet Chyliza och familjen rotflugor. Inga underarter finns listade i Catalogue of Life.